# Shadrach Bond
Shadrach Bond (1773-1832) est un homme politique américain, membre du  parti républicain-démocrate et premier Gouverneur de l'État de l'Illinois de 1818 à 1822 et également le premier délégué du Territoire de l'Illinois à la Chambre des représentants des États-Unis.
Bond a été élu sans opposition au poste de Gouverneur et à la Chambre des représentants.